# Moštěnský jinan
Moštěnský jinan je jinan dvoulaločný rostoucí v zámecké zahradě v obci Horní Moštěnice v okrese Přerov. Jde o samičí strom asi 170 let starý (vysazen byl někdy v letech 1830–1877, odborníci se kloní spíše ke staršímu datu). V roce 1998 byl vyhlášen památným stromem. V celostátní soutěži Strom roku 2002 se umístil na šestém místě.

## Základní údaje
- Druh: Jinan dvoulaločný (Ginkgo biloba)
- Stáří: 170 let
- Výška: 8 m
- Obvod: 274 cm

## Vzhled
Obvod kmene je 274 cm, kmen je nezvykle krátký. Vzhledem k neobvyklému tvaru koruny (výška 8 m, šířka 19 m) je považován za raritu i v rámci svého druhu. Stav stromu není ideální a jeho spodní větve musely být podepřeny podpěrami.